# Changjeon-dong
Changjeon-dong (koreanska: 창전동) är en stadsdel i staden Icheon i provinsen Gyeonggi i den centrala delen av Sydkorea, 50 km sydost om huvudstaden Seoul. 